# NGC 5455
NGC 5455 is een deel van het sterrenstelsel Messier 101 in het sterrenbeeld Grote Beer. Het hemelobject werd op 27 april 1851 ontdekt door de Ierse astronoom William Parsons.